# Список керівників держав 1010 року
Список керівників держав 1010 року — це перелік правителів країн світу 1010 року.
Список керівників держав 1009 року — 1019 рік — Список керівників держав 1011 року — Список керівників держав за роками

## Європа

### Британські острови
- Шотландія:
  - Альба — Малкольм II Руйнівник, король (1005–1034)
- Англія — Етельред II Нерозумний, король (978–1013, 1014–1016)
- Уельс:
  - Гвент — Родрі ап Елісед, король (983–1015); Грифід ап Елісед, король (983–1015)
  - Гвінед — Айдан ап Блегіврід, король (1005–1018)
  - Дехейбарт — Едвін ап Ейвон, король (1005–1018); Каделл ап Ейвон, король (1005–1018)
  - Глівісінг — Хівел ап Оуен, король (990–1043); Йестін ап Оуен, король (990–1015)

### Північна Європа
- Данія — Свен I Вилобородий, король (986—1014)
- Ірландія — Бріан Боройме, верховний король (1002–1014)
- Ісландія — Скафті Тородссон (Skafti Þóroddsson), закономовець (1004–1030)
- Норвегія — Свен I Вилобородий, король (1000–1014); Ейрік, ярл (1000–1014)
- Швеція — Улоф III Шетконунг, король (995–1022)

### Франція—Роберт II Побожний, король (996–1031)
- Аквітанія — Гійом V Великий, герцог (995–1030)
- Ангулем — Гійом IV, граф (988–1028)
- Анжу — Фульк III Нерра, граф (987–1040)
- Бретань — Ален III, герцог (1008–1040)
  - Нант — Будік, граф (1004–1038)
- Вермандуа — Альберт II, граф (бл. 1000–1010); Оттон, граф (1010–1045)
- Гасконь — Санш VI Ґійом, герцог (1009–1032)
- Готія — Гуго, маркіз, граф Руергу (1008–1054)
- Каркассон — Роже I, граф (бл. 957 — бл. 1012)
- Макон — Оттон II, граф (1004–1049)
- Мо і Труа — Етьєн II де Блуа, граф (995–1022)
- Мен — Гуго III, граф (980/992 — 1014)
- Невер — Ландрі де Мансо, граф (989–1028)
- Нормандія — Річард II Добрий, герцог (996–1026)
- Овернь — Гійом IV, граф (989–1016)
- Руерг — Гуго, граф (1008–1054)
- Руссільйон — Гіслаберт I, граф (991–1013)
- Тулуза — Гійом III Тайлефер, граф (бл. 978–1037)
- Шалон — Гуго I, граф (979–1039)
- Фландрія — Бодуен IV Бородатий, граф (987–1035)

### Священна Римська імперія
- Генріх II Святий, імператор (1002–1014)
  - Баварія — Генріх IV, герцог (995–1005, 1009–1017)
  - Саксонія — Бернхард I, герцог (973–1011)
  - Швабія — Герман III, герцог (1003–1012)
  - Австрійська (Східна) марка — Генріх I Сильний, маркграф (994–1018)
  - Іврейська марка — Ардуїн, маркграф (990–1014)
  - Каринтія — Конрад I, герцог (1004–1011)
  - Лувен — Ламберт I, граф (998–1015)
  - Лужицька (Саксонська Східна) марка — Геро II, маркграф (993–1015)
  - Мейсенська марка — Герман I, маркграф (1009–1038)
  - Північна марка — Бернхард I Старший, маркграф (1009 — бл. 1018)
  - Тосканська марка — Боніфацій III, маркграф (1004–1011)
  - Богемія (Чехія) — Яромир, князь (1003, 1004–1012, 1033–1034)
  - Штирія (Карантанська марка) — Адальберо I, маркграф (1000–1035)
  - Верхня Лотарингія — Тьєррі I, герцог (978–1026)
  - Нижня Лотарингія — Оттон II, герцог (993/995—1005/1012)
  - Ено (Геннегау) — Реньє IV, граф (998–1013)
  - Намюр (графство) — Альберт I, граф (бл. 974 — бл. 1011)
  - Люксембург — Генріх I, граф (998–1026)
  - Голландія — Дірк III Єрусалимський, граф (993–1039)
  - Бургундське королівство (Арелат) — Рудольф II Лінивий, король (993–1032)
  - Прованс — Ротбанд II, маркіз (993—1008); Гійом II Благочестивий, граф (993–1018)

### ЦентральнатаСхідна Європа
- Болгарське царство — Самуїл, цар (997–1014)
- Польща — Болеслав I Хоробрий, князь (992–1025)
- Рашка (Сербія) — Лютомир, князь (бл. 980–1018)
  - Дукля — Іван Володимир, жупан (990–1016)
- Угорщина — Стефан (Іштван) I Святий, король (1001–1038)
- Хорватія — Крешимир III, король (1000–1030); Гоїслав, король (1000–1020)
- Київська Русь — Володимир Святославич, великий князь (978–1015)
  - Волинське князівство — Всеволод Володимирович, князь (987–1013)
  - Древлянське князівство — Святослав Володимирович, князь (990–1015)
  - Новгородське князівство — Вишеслав Володимирович, князь (988 — бл. 1010)
  - Полоцьке князівство — Брячислав Ізяславич, князь (1003–1044)
  - Ростовське князівство — Ярослав Мудрий, князь (988–1010)
  - Смоленське князівство — Станіслав Володимирович, князь (988 — бл. 1015)
  - Туровське князівство — Святополк Окаянний, князь (988–1015)
- Волзька Булгарія — Ібрагім ібн Мумін, хан (1006–1025/1026)

### Піренейський півострів
- Ампуріас — Уго I, граф (991–1040)
- Барселона — Рамон Боррель I, граф (992–1017)
- Безалу — Бернардо I Таллаферо, граф (988–1020)
- Конфлан і Серданья — Віфред II, граф (988–1035)
- Леон — Альфонс V Шляхетний, король (999–1028)
  - Кастилія — Санчо Гарсія Законодавець, граф (995–1017)
- Наварра (Памплона) — Санчо III Великий, король (1000–1035)
- Пальярс — Суньєр I, граф (948 — бл. 1011); Арменголь, граф (бл. 995–1010)
- Рібагорса (Арагон) — Тода, графиня (1003–1011)
- Уржель — Ерменгол I Кордовець, граф (992–1010)
- Кордовський халіфат — Сулайман ібн аль-Хакам, халіф (1009-1010); Хішам II, халіф (1010–1013)
- Португалія — Альвіто Нуніш, граф (1008–1016)

### Італія
- Венеціанська республіка — Оттон Орсеоло, дож (1008/1009–1026)
- Князівство Беневентське — Пандульф II Старий, князь (981–1014)
- Капуя — Пандульф II Молодий, князь (1007–1022); Пандульф III (II) Старий, князь (1007–1014)
- Салерно — Гвемар III, князь (994–1027)
- Неаполітанський дукат — Сергій IV, герцог (1002–1027, 1029–1034)
- Папська держава — Сергій IV, папа римський (1009–1012)
- Сицилійський емірат — Джафар ібн Юсуф, емір (998–1019)

### Візантійська імперія
- Візантійська імперія — Василій II Болгаробійця, імператор (963, 976–1025)

## Азія

### Західна Азія
- Аббасидський халіфат — Аль-Кадір Біллах, халіф (991–1031)
- Буїди: Баха ад-Даула, шаханшах (998–1012)
  - Рей — Маджд ад-Даула, емір (997–1028)
  - Керман і Фарс — Баха ад-Даула, емір (999–1012)
- Хамданіди (Ірак, Сирія) — Алеппо Абу Наср Муртада-д-Даула Мансур ібн Лулу, емір (1008–1016)
- Ємен:
  - Зіядиди — Абдалла ібн Ісхак, емір (981 — бл. 1012)

Кавказ:
- Вірменія:
  - Анійське царство — Гагік I, цар (989–1020)
  - Васпураканське царство — Сенекерім Арцруні, цар (1003–1021)
  - Карське царство — Аббас, цар (984–1029)
  - Сюнікське царство — Васак, цар (998–1040)
  - Ташир-Дзорагетське царство — Давид I Безземельний, цар (989–1048)
- Грузія — Баграт III, цар (1008–1014)
  - Кларджеті — Сумбат III, ериставі (993–1011)
  - Кахетія — Давид, князь (976–1010)
  - Тбіліський емірат — Алі бен Джаффар, емір (981–1032)
- Дербентський емірат — Мансур I ібн Маймун, емір (1002–1034)
- Держава Ширваншахів — Язід ібн Ахмад, ширваншах (991–1027)
- Шеддадіди (Гянджинський емірат) — Фадл I ібн Мухаммад, емір (985–1031)

### Центральна Азія
- Газнійська держава (Афганістан) — Махмуд Газневі, султан (998–1030)
- Персія:
  - Зіяриди — Кабус ібн Вушмгір, емір (977–1012)
- Середня Азія:
  - Караханідська держава — Наср ібн Алі Арслан-хан, хан (998–1017)
  - Огузи — Шах-Малік, ябгу (бл. 998–1042)

### Південна Азія
- Індія:
  - Венгі— Східні Чалук'я — Сактіварман I, магараджа (999/1000-1011)
  - Гуджара-Пратіхари — Раджапала, магараджахіраджа (989–1018)
  - Імперія Пала — Махипала, магараджа (988–1038)
  - Камарупа — Го Пала, магараджахіраджа (990–1015)
  - Качарі — Прасанто, цар (925–1010)
  - Кашмір — Санграмараджа, цар (1003–1028)
  - Орісса — Нахуса, магараджа (1005–1021)
  - Парамара (Малава) — Сіндхураджа, магараджа (995–1010)
  - Соланка — Дурлабхарадж, раджа (1009–1021)
  - Харікела (династія Чандра) — магараджахіраджа
  - Держава Чера — Баскара Раві Варман I, магараджа (962–1019)
  - Чола — Раджараджа Чола I Великий, магараджа (985–1014)
  - Ядави (Сеунадеша) — Весугі I, магараджа (1005–1025)
- Шрі-Ланка:
  - Раджарата (Анурадхапура) — Махінда V, король (1001–1017)

### Південно-Східна Азія
- Кхмерська імперія — Джаявіраварман, імператор (1002–1011); Сур'яварман I, імператор (1011-1050)
- Дайков'єт — Лі Тхай То, імператор (1009–1028)
- Далі (держава) — Дуань Сулянь, король (1009–1022)
- Паган — Чунсо Чаунґп'ю, король (1001–1021)
- Індонезія:
  - Сунда — Прабу Браявісеса, король (989–1012)
  - Шривіджая — Шрі Мара-Вийяоттунггаварман, шрі-магараджа (1004/1006–1017)

### Східна Азія
- Японія — Ітідзьо, імператор (986–1011)
- Китай (Імперія Сун) — Чжень-цзун (Чжао Хен), імператор (968–1022)
- Корея:
  - Корьо — Хьонджон, ван (1009–1031)

## Африка
- Аксум (Ефіопія) — Герма Сеюм, імператор (999–1039)
- Зіріди — Бадіс ан-Насір, емір (995–1016)
- Імперія Гао — Бай Кай Кімі, дья (бл. 990 — бл. 1020)
- Мукурра — Рафаїл, цар (бл. 999 — бл. 1030)
- Фатімідський халіфат — Аль-Хакім Біамріллах, халіф (996–1021)
- Магриб (Іфрикія і Сх. Алжир) — Насір ад-даула Бадіс Абу Мунад, халіф (996–1016)
- Канем — Хайома, маї (961–1019)